# Astrid Bussink
Astrid Bussink (Eibergen, 3 september 1975) is een Nederlandse regisseur en filmmaker.

## Biografie
Astrid Bussink studeerde Beeldende Kunst aan de AKI (Academie voor Kunst en Industrie) in Enschede en volgde daarna een masteropleiding film aan de Edinburgh College of Art.
Als onderdeel van deze opleiding in Schotland maakte ze in 2005 de documentaire The Angelmakers en ontving daarvoor verschillende prijzen zoals de First Appearance Award op IDFA, Little Stamp award op ZagrebDOX, Best short Documentary op Dokufest, nomination Grierson Award. Deze documentaire ging over de vrouwen van het Hongaarse dorp Nagyrév die tussen 1914 en 1929 hun mannen met arseen om het leven brachten.
Daarna maakte ze enkele korte films. Rückenlage / Upside Down kreeg een prijs voor de beste korte experimentele film tijdens het Vermont International Film Festival in 2006, The 9 lives of my car en I shot the mayor.
Tegenwoordig woont en werkt Astrid Bussink in Amsterdam. In 2008 produceerde ze De Verloren Kolonie (The Lost Colony) over het oudste apenlaboratorium ter wereld, waarvoor ze ook het script schreef. Deze documentaire ging in januari 2008 in première op het International Film Festival Rotterdam.
In 2009 maakte ze een documentaire over haar ervaringen met de vuurwerkramp in Enschede, die ze zelf in 2000 persoonlijk meemaakte. Deze documentaire, Mijn Enschede, werd voor het eerst vertoond tijdens het International Film Festival Rotterdam januari 2010.
Haar documentaire Poule des Doods (Poem  of Death) over eenzame doden en dichters die voor hen dichten op uitvaarten met o.a. F. Starik werd in de Gouden Kalf selectie vertoond op het cin 2011 en ontving een Special Jury Mention op Vision du Réel in Nyon.
In 2013 won Astrid Bussink op het Nederlands Filmfestival een Gouden Kalf voor beste korte documentaire voor haar jeugdfilm Achter de Toren.
Sinds oktober 2017 is Bussink eindredacteur bij VPRO Jeugd.